# Parafia Trójcy Świętej w Montrealu
Parafia Trójcy Świętej w Montrealu (ang. Holy Trinity Parish, fr. Paroisse Sainte-Trinite) – parafia rzymskokatolicka położona w zachodniej części Montrealu, w prowincji Quebec w Kanadzie.
Jest ona wieloetniczną parafią w Point Saint Charles, z mszą św. w j. polskim dla polskich imigrantów.

## Historia parafii
W związku z rosnąca liczbą polskich imigrantów w zachodniej części Montrealu, wystąpili oni o zezwolenie na utworzenie dla nich osobnego ośrodka parafialnego. Po zbadaniu sprawy przez delegata arcybiskupa otrzymali oni zgodę na utworzenie polskiej misji pod wezwaniem Trójcy Świętej obejmującej swym zasięgiem Point Saint Charles. Pierwszą mszę św. odprawiono 11 czerwca 1916 roku w sali szkoły św. Karola. Celebrował ją znający nieco język polski redemptorysta pochodzenia belgijskiego, Evariste Vrydaegs. Jemu też władze kościelne powierzyły prowadzenie misji. Misja w tym czasie liczyła ok. 200 rodzin tj. około 800 osób.

W 1917 roku misja została przeniesiona do francuskiego kościoła św. Józefa przy ulicy Richmond, gdzie nabożeństwa były odprawiane aż do 31 marca 1933 roku.
4 października 1933, arcybiskup Montrealu powołał parafię Trójcy Świętej, zaś poświęcenie kamienia węgielnego dokonano w rocznicę odzyskania niepodległości przez Polskę – 11 listopada 1933 roku.
Pierwsza msza św. odbyła się 6 maja 1934 roku.

Uroczystość poświęcenia kościoła odbyła się 19 maja 1935 roku.

## Kustodia franciszkańska w Kanadzie
W 1973 roku Kapituła amerykańskiej Prowincji franciszkańskiej św. Antoniego, zdecydowała o przekazaniu obsługiwanych w Montrealu parafii, polskiej Prowincji Matki Bożej Niepokalanej. W ten sposób utworzona została franciszkańska Kustodia pod wezwaniem św. Maksymiliana Marii Kolbego w Kanadzie. Po podziale Prowincji Matki Bożej Niepokalanej w 1986 roku Kustodia ta stała się częścią nowo utworzonej Prowincji św. Maksymiliana w Gdańsku.

## Duszpasterze
- o. Evariste Vrydaegs, CSsR (1916–1919)
- ks. M. Kluczyński (1919–1921)
- ks. Jan Drzewiecki, CR (1921–1923)
- ks. Franciszek Kubiaczyk, CR (1921–1922)
- o. Evariste Vrydaegs, CSsR (1923–1923)
- ks. O’Rourke (1923–1923)
- ks. Henryk Woźniak (1923–1926)
- ks. prał. Wincenty Helenowski (1926–1930)

.
- o. Szczepan Musielak OFMConv. (1930–1939)
- o. Dionizy Bliźniak OFMConv. (1939–1942)
- o. Błażej Szymaszek OFMConv. (1942–1945)
- o. Wincenty Wolski OFMConv. (1945–1960)
- o. Anzelm Kwilos OFMConv. (1960–1966)
- o. Feliks Mazur OFMConv. (1966–1969)
- o. Józef Grzybowski OFMConv. (1969–1973)
- o. Sykstus Wawrzyszek OFMConv. (1973–1976)
- o. Feliks Wyrąbkiewicz OFMConv. (1976–1985)
- o. Marek Ignaszewski OFMConv. (1985–1992)
- o. Zenon Wiatr OFMConv. (1992–1995)
- o. Marek Ignaszewski OFMConv. (1995–1997)
- o. Władysław Matejek OFMConv. (1997–2007)
- o. Andrzej Szulta OFMConv. (2007 – ?)
- o. Dariusz Szurko OFMConv. (obecnie)

## Organizacje parafialne
- Towarzystwo Żywego Różańca
- Polska Liga Katolicka Inc.[1]
- Koło Pań Przy Parafii św. Trójcy (Holy Trinity Ladies Guild)

## Nabożeństwa w j. polskim
- w dni powszednie – 8.00, 8.30
- sobota – 17.00
- niedziela – 8.30, 9.45, 12.00